# Saint-Rémy, Saône-et-Loire
Saint-Rémy este o comună în departamentul Saône-et-Loire, Franța. În 2009 avea o populație de 5.921 de locuitori.

## Evoluția populației
| An        | 1975  | 1982  | 1990  | 1999  | 2006  | 2009  |
| --------- | ----- | ----- | ----- | ----- | ----- | ----- |
| Populație | 4.926 | 5.177 | 5.627 | 5.961 | 5.824 | 5.921 |

## Personalități născute aici
- Benjamin Griveaux (n. 1977), politician.